# 英雄行進曲
『英雄行進曲』（えいゆうこうしんきょく、Marche héroïque ）は、カミーユ・サン＝サーンスが1871年に作曲した行進曲である。管弦楽版のほか、ピアノ独奏や2台のピアノのための版がある。2台ピアノ版の初演はアルベール・ラヴィニャックとサン＝サーンス自身により1870年に行われ、管弦楽版は1871年12月に演奏された。
サン＝サーンスがパリ包囲中に計画していた愛国的なカンタータから抜粋された作品である。普仏戦争で命を落としたアンリ・ルニョーの思い出に捧げられ、また国民音楽協会の第1回演奏会で取り上げられるなど、愛国的な色彩の強い作品といえる。後にサン＝サーンス自身によって追加の合唱パートが書かれた。

## 楽器編成
ピッコロ2、フルート2、オーボエ2、クラリネット2、ファゴット、ホルン4、トランペット2、トロンボーン3、チューバ、ティンパニ、小太鼓、大太鼓、ハープ、シンバル、弦五部

## 構成
エネルギッシュな弦のユニゾンの序奏により開始される。主部の第1主題は木管で呈示され、直後に弦に受け継がれる。後半の第2主題は弦が分散和音を現わし、やがて管楽器が入って繰り返された後、弦が小結尾の動機を奏でる。その後弦による経過部を経て木管による第1主題の再現部が現れ、ピッツィカートを伴って金管に繰り返される。
第2部はハープと木管、第1ヴァイオリンの旋律を伴い、トロンボーン独奏が悲痛な主題を提示する。この主題は木管とハープに受け継がれ、第3部に移行する。
第3部はまず第1部の主題の変形を弦が提示し、後半は管楽器が入って繰り返されている間、弦のトレモロの伴奏に乗りハープが旋律を奏でる。コーダは第1主題を土台とし、テンポを速めていき、劇的なクライマックスで幕を閉じる。